# Day of Niagara
Inside the Dream Syndicate, Vol. I: Day of Niagara nebo zkráceně Day of Niagara je album souboru Theatre of Eternal Music, nahrané v sestavě John Cale, Tony Conrad, Angus MacLise, La Monte Young a Marian Zazeelaová. Nahrávka pochází z 25. dubna 1965, kdy byla nahrána v New Yorku. Album vyšlo v květnu 2000 u vydavatelství Table of the Elements. Jde o první komerčně vydanou nahrávku, na níž hraje skupina v této sestavě a instrumentaci. Název alba Day of Niagara odkazuje na název dne vzniku nahrávky podle MacLiseova kalendáře.

## Kontroverze
Album vyšlo bez souhlasu La Monte Younga, který na vydavatelství podal žalubu. Zároveň vydal tiskové prohlášení, ve kterém říká, že by vydání dovolil pouze v případě dodržení tří podmínek – 1. bude uveden jako jediný autor díla, 2. dostane za své dílo zaplaceno a 3. vyjde kvalitnější a kompletní verze nahrávky. Dále kritizoval zvukovou kvalitu vydané nahrávky, obzvlášť její nevyvážený mix, stejně jako nevhodnost zveřejnění konkrétně této nahrávky, které je podle něj netypická. Cale s Conradem však nesouhlasili, že by Young byl jediným autorem (skladatelem) díla. Podle nich šlo o improvizované dílo vzniklé společným úsilím. Nahrávku pro vydání poskytl hudebník Jim O'Rourke. Ten ji získal od skladatele Arnolda Dreyblatta, který si v sedmdesátých letech udělal kopii v Youngově archivu. Dreyblatt později uvedl, že bylo možná neopatrné nahrávku svěřit do O'Rourkeových rukou, nicméně dodal, že „možná chtěl, aby ji měla k dispozici mladá generace“.

## Seznam skladeb
| Album obsahuje jednu skladbu | Album obsahuje jednu skladbu | Album obsahuje jednu skladbu |
| Pořadí                       | Název                        | Délka                        |
| ---------------------------- | ---------------------------- | ---------------------------- |
| 1.                           | Day of Niagara               | 30:52                        |

## Obsazení
- John Cale – viola
- Tony Conrad – housle
- Angus MacLise – perkuse
- La Monte Young – saxofon, hlas
- Marian Zazeelaová – hlas